# 4555 Josefapérez
A 4555 Josefapérez (ideiglenes jelöléssel (4555) 1987 QL) a Naprendszer kisbolygóövében található aszteroida. S. Singer-Brewster fedezte fel 1987. augusztus 24-én.